# Alexandra Alexandrowna Makunina
Alexandra Alexandrowna Makunina (russisch Александра Александровна Макунина; * 2. Maijul. / 15. Mai 1917greg. im Dorf Marjewka, Oblast Rjasan; † 13. November 2000 in Moskau) war eine sowjetische bzw. russische Geographin und Hochschullehrerin.

## Leben
Nach dem Mittelschulabschluss 1935 studierte Makunina an dem nach Wladimir Potjomkin benannten Moskauer Städtischen Pädagogik-Institut in der Geographie-Fakultät mit Abschluss 1939. Während des Studiums nahm sie an der geomorphologischen Verbundexpedition der Akademie der Wissenschaften der UdSSR (AN-SSSR) teil. Nach dem Studium arbeitete sie 1939–1940 als Lehrerin an der Moskauer Mittelschule Nr. 617, um dann an der Universität Moskau (MGU) in der Geographie-Fakultät die Aspirantur zu beginnen. Wieder beteiligte sie sich nun an der gepgraphischen Verbundexpedition der AN-SSSR.
Im Deutschen Angriffskrieg gegen die Sowjetunion meldete sich Makunina als Freiwillige und war als Starschi Leitenant Vizestabschef der Operations- und Aufklärungseinheit des ersten von Marina Raskowa gegründeten Frauen-Jagdfliegerregiments 586. Sie war beteiligt an der Verteidigung militärischer Objekte in Saratow und Woronesch, an der Schlacht bei Kursk und an den Kämpfen in Ungarn.
Nach dem Krieg setzte Makunina ihre Aspirantur fort und beendete sie 1949 mit der erfolgreichen Verteidigung ihrer Kandidat-Dissertation mit einer hydrographischen Charakterisierung des oberen Moskwa-Beckens für die Promotion zur Kandidatin der geographischen Wissnschaften.
Makunina leitete stationäre Untersuchungen der hydrologischen Situation in einem Dorf der Oblast Moskau und der Dynamik des Geosystems in einem Dorf der Oblast Kaluga. Sie beteiligte sich im Verlauf von 20 Jahren an vielfältigen Verbundexpeditionen im Ural, im zentralen Schwarzerde-Gebiet und in der Oblast Kurgan zur Erforschung der Landschaften im Hinblick auf Schutz und Nutzung.
Ihre Doktor-Dissertation über das Problem der Landschaftsgeographie des Urals verteidigte Makunina 1972 mit Erfolg für die Promotion zur Doktorin der geogrphischen Wissenschaften. Die Ernennung zur Professorin folgte 1973, und 1974 wurde sie Professorin des Lehrstuhls für Physische Geographie der MGU (bis 1990) und Leiterin des Laboratoriums für analytische Untersuchungsmethoden der Physischen Geographie (bis 1986).
Makunina starb am 13. November 2000 in Moskau und wurde auf dem Chowanskoje-Friedhof begraben.

## Ehrungen, Preise
- Orden des Vaterländischen Krieges II. Klasse (1943, 1985)[2][3]
- Medaille „Sieg über Deutschland“ (1945)
- Medaille „30. Jahrestag des Sieges im Großen Vaterländischen Krieg 1941–1945“
- Orden des Roten Banners der Arbeit (1976)[2]
- Medaille „40. Jahrestag des Sieges im Großen Vaterländischen Krieg 1941–1945“
- D.-N.-Anutschin-Preis (1986)[2]
- Medaille „70 Jahre Streitkräfte der UdSSR“
- Medaille „Veteran der Streitkräfte der UdSSR“
- Verdiente Wissenschaftlerin der RSFSR (1993)[1]
- Medaille „50. Jahrestag des Sieges im Großen Vaterländischen Krieg 1941–1945“
- Schukow-Medaille (1996)[2]